# Nguyễn Thanh Thắng
Nguyễn Thanh Thắng (sinh ngày 24 tháng 12 năm 1988) là một cầu thủ bóng đá chuyên nghiệp người Việt Nam hiện đang thi đấu cho câu lạc bộ Đông Á Thanh Hóa tại V.League 1 ở vị trí thủ môn.

## Thống kê sự nghiệp
| Câu lạc bộ            | Mùa giải       | Giải vô địch   | Giải vô địch | Giải vô địch | Cúp Quốc gia | Cúp Quốc gia | Khác | Khác | Tổng cộng | Tổng cộng |
| Câu lạc bộ            | Mùa giải       | Hạng           | Trận         | Bàn          | Trận         | Bàn          | Trận | Bàn  | Trận      | Bàn       |
| --------------------- | -------------- | -------------- | ------------ | ------------ | ------------ | ------------ | ---- | ---- | --------- | --------- |
| Hải Phòng             | 2013           | V.League 1     | 14           | 0            | 1            | 0            | —    | —    | 15        | 0         |
| Hải Phòng             | 2014           | V.League 1     | 19           | 0            | 4            | 0            | —    | —    | 23        | 0         |
| Hải Phòng             | 2015           | V.League 1     | 9            | 0            | 3            | 0            | 1    | 0    | 13        | 0         |
| Hải Phòng             | Tổng cộng      | Tổng cộng      | 42           | 0            | 8            | 0            | 1    | 0    | 51        | 0         |
| Thanh Hóa             | 2016           | V.League 1     | 26           | 0            | 2            | 0            | —    | —    | 28        | 0         |
| Thanh Hóa             | 2017           | V.League 1     | 21           | 0            | 1            | 0            | —    | —    | 22        | 0         |
| Thanh Hóa             | 2018           | V.League 1     | 8            | 0            | 3            | 0            | 1    | 0    | 12        | 0         |
| Thanh Hóa             | Tổng cộng      | Tổng cộng      | 55           | 0            | 6            | 0            | 1    | 0    | 62        | 0         |
| Thành phố Hồ Chí Minh | 2019           | V.League 1     | 21           | 0            | 1            | 0            | —    | —    | 22        | 0         |
| Thành phố Hồ Chí Minh | 2020           | V.League 1     | 13           | 0            | 3            | 0            | 3    | 0    | 19        | 0         |
| Thành phố Hồ Chí Minh | 2021           | V.League 1     | 9            | 0            | —            | —            | —    | —    | 9         | 0         |
| Thành phố Hồ Chí Minh | 2022           | V.League 1     | 12           | 0            | 1            | 0            | —    | —    | 13        | 0         |
| Thành phố Hồ Chí Minh | 2023           | V.League 1     | 6            | 0            | 0            | 0            | —    | —    | 6         | 0         |
| Thành phố Hồ Chí Minh | Tổng cộng      | Tổng cộng      | 61           | 0            | 5            | 0            | 3    | 0    | 70        | 0         |
| Đông Á Thanh Hóa      | 2023-24        | V.League 1     | 2            | 0            | 1            | 0            | —    | —    | 3         | 0         |
| Tổng sự nghiệp        | Tổng sự nghiệp | Tổng sự nghiệp | 161          | 0            | 20           | 0            | 5    | 0    | 186       | 0         |

## Thành tích

### Hải Phòng
- Cúp Quốc gia:  2014
- Siêu cúp Quốc gia:  2014

### Đông Á Thanh Hóa
- Cúp Quốc gia:  2023–24
- V.League 1:  2017, 2018

### Thành phố Hồ Chí Minh
- V.League 1:  2019
- Cúp Quốc gia:  2019, 2020
- Siêu cúp Quốc gia:  2019